# Qatar Airways
 (арап. القطرية, al-Qaṭariya) катарска је национална и највећа авио-компанија са седиштем у Дохи. Базирана је на Аеродрому Доха, одакле обавља летове до 78 међународних дестинација.
Једина је од пет авио-компаније света која је награђена са „пет звездица“ од Скајтракса. Скајтракс је такође наградио Qatar Airways у 2006. године за најбољу посаду на Блиском истоку и другу најбољу на свету. Друга је компанија која је у 2007. години од Скајтракса примила награду за најбољу авио-компанија на Блиском истоку, и четврта најбоља авио-компанија на свету.

## Историја
је основан 22. новембра 1993. године у власништву приватних чланова краљевска породица Катара. Авио-компанија почела је са обављањем авио-превоза од 20. јануара 1994. године са закупљеним авионом Боинг 767-200ЕР.

## Кабине

### Економска класа
Qatar Airways нуди путницима економске класе размак седишта до 86 цм. Путницима економске класе у авионима А330 нуде се индивидуални екрани на наслонима седишта. Путницима у авионима Ербас А350, А380, Боинг 777 и 787 нуде се IFE монитори са екраном осетљивим на додир.
Нова седишта у економској класи су представљена са лансирањем авиона 787. Ова нова седишта производи компанија Recaro и постављена су у конфигурацији 3-3-3. Ширина од 43 цм и размак између седишта од 81 цм нуди мање личног простора него раније. Штавише, свако седиште има ЛЕД монитор од 10,6 инча који нуди забаву током лета. Карактеристике ће се проширити и на могућност коришћења Wi-Fi и GSM телефоније и USB портове за повезивање личних предмета као што је дигитални фотоапарат.

### Бизнис класа
Qatar Airways нуди путницима бизнис класе потпуно равне кревете са директним приступом пролазу у конфигурацији 1-2-1 у својим авионима Ербас А380, Ербас А350, Боинг 777 и Боинг 787. У другим авионима за дуге и средње релације, седишта бизнис класе су у конфигурацији 2-2-2, нудећи седишта са равним креветом и директним приступом пролазу, са функцијама масаже.

### Прва класа
Седишта прве класе опремљена су функцијама масаже и системом за забаву. Кабина је доступна само на авионима А380 и има седиште од 230 цм које се може трансформисати у потпуно раван кревет, поред појединачних телевизијских екрана од 26 инча. Кабина је у конфигурацији 1-2-1.